# Oricon
De Oricon-hitlijst (オリコン, Orikon) is de grote Japanse hitlijst, vergelijkbaar met de Nederlandse top 40. De naam Oricon is afgeleid van de Engelse woorden 'original' en 'confidence'.
Oricon kent dagelijkse, wekelijkse en jaarlijkse lijsten gebaseerd op de verkoop van muzieksingles en albums.